# Мочалки (Волынская область)
Мочалки (укр. Мочалки) — село в Турийской поселковой общине Ковельского района Волынской области Украины.
До 2020 года входило в Турийский район.
Код КОАТУУ — 0725582605. Население по переписи 2001 года составляет 236 человек. Почтовый индекс — 44863. Телефонный код — 3363. Занимает площадь 1,255 км².